# Is This the World We Created...?
Is This the World We Created ...? est une chanson du groupe de rock britannique Queen, initialement publiée sur leur onzième album studio The Works, en 1984.
Cette chanson fut jouée à chaque concert de Queen de 1984 à 1986. Elle fit partie du final de Live Aid en 1985. C'est la chanson la plus courte de The Works,.

## Aperçu
Is This the World We Created...? est écrite à Munich après que le chanteur Freddie Mercury et le guitariste Brian May ont vu un reportage concernant la pauvreté en Afrique. Mercury écrit la plupart des paroles, May la mélodie et de petites contributions au texte. La chanson a été écrite dans la tonalité de si mineur mais l'enregistrement est un demi-ton plus bas. La chanson est enregistrée avec une Ovation mais, lors des performances live, May utilise la guitare Gibson Chet Atkins CE à cordes nylon du batteur Roger Taylor. Un piano a été enregistré lors des sessions d'enregistrement de cette chanson, mais n'a finalement pas été inclus dans le mixage final. 
À l'origine, une composition de Mercury, There Must Be More to Life Than This (qui existait depuis les sessions d'enregistrement pour Hot Space et qui s'est finalement retrouvée sur son album solo Mr. Bad Guy ) était censée être le dernier morceau de l'album. 
La chanson a été interprétée au Live Aid comme rappel, avec des instruments et des arrangements supplémentaires dans la dernière partie; des changements étaient également présents dans la ligne vocale. Un mois avant leur apparition au Live Aid, Is This the World We Created...? fut la contribution de Queen à la compilation multi-artistes Greenpeace - The Album.

## Interprètes
- Freddie Mercury - chant
- Brian May - guitare acoustique